# Grand Prix Německa 2006
Grand Prix Německa 2006 (německy LXVII Grosser Mobil 1 Preis von Deutschland) se jela 30. července 2006 na okruhu Hockenheimring. Závod měl 67 kol o délce 4,574 km, celková délka byla 306,458 km.
Šlo o 762. Grand Prix celkově, 89. vítězství Michaela Schumachera a 188. vítězství pro stáj Ferrari.
Trofej pro Michaela Schumachera předával ministr financí Baden Württemberg Gerhard Stratthaus. Felipe Massa převzal cenu pro druhého v cíli od Dietera Gummera prezidenta okruhu Hockenheim. Třetí v cíli Kimi Räikkönen převzal cenu z rukou Wolfgang-Ernst Fürst zu Ysenburg und Büdingen prezidenta AVD. Vítěznému týmu Ferrari předal cenu zástupce hlavního sponzora Velké ceny Německa Dave Kingston.

## Výsledky
| Pozice | Jezdec               | Vůz               | Čas         |
| ------ | -------------------- | ----------------- | ----------- |
| 1      | Michael Schumacher   | Ferrari 248 F1    | 1:27'51.693 |
| 2      | Felipe Massa         | Ferrari 248 F1    | á 0:00.720  |
| 3      | Kimi Räikkönen       | McLaren MP4/21    | á 0:13.206  |
| 4      | Jenson Button        | Honda RA106       | á 0:18.898  |
| 5      | Fernando Alonso      | Renault R26       | á 0:23.707  |
| 6      | Giancarlo Fisichella | Renault R26       | á 0:24.814  |
| 7      | Jarno Trulli         | Toyota TF106      | á 0:26.544  |
| 8      | Christian Klien      | Red Bull RB2      | á 0:48.131  |
| 9      | Ralf Schumacher      | Toyota TF106      | á 0:60.351  |
| 10     | Vitantonio Liuzzi    | Torro Rosso STR01 | á 1 kolo    |
| 11     | David Coulthard      | Red Bull RB2      | á 1 kolo    |
| 12     | Scott Speed          | Torro Rosso STR01 | á 1 kolo    |
| 13     | Christijan Albers    | Midland M16       | á 1 kolo    |
| 14     | Tiago Monteiro       | Midland M16       | á 2 kola    |
| Kolo   | Odstoupili           | -                 | -           |
| 59     | Mark Webber          | Williams FW28     | -           |
| 38     | Takuma Sató          | Super Aguri SA06  | Převodovka  |
| 30     | Jacques Villeneuve   | BMW Sauber F1.06  | Mimo trať   |
| 18     | Rubens Barrichello   | Honda RA106       | -           |
| 9      | Nick Heidfeld        | BMW Sauber F1.06  | Brzdy       |
| 2      | Pedro de la Rosa     | McLaren MP4/21    | -           |
| 1      | Sakon Jamamoto       | Super Aguri SA06  | -           |
| 0      | Nico Rosberg         | Williams FW28     | Mimo trať   |

### Nejrychlejší kolo
- Michael Schumacher-Ferrari 248 F1- 1'16.357

### Vedení v závodě
- 1.-9. kolo Kimi Räikkönen
- 10.-67. kolo Michael Schumacher

### Postavení na startu
- Žlutě rozhodující čas pro postavení na startu.
- Červeně - Výměna motoru / posunutí o 10 míst na startu
- Modře – startoval z boxu

| *  | *                                     | *  | *                                      | Kvalifikace III.                      | Kvalifikace II.                       | Kvalifikace I.                         |
| -- | ------------------------------------- | -- | -------------------------------------- | ------------------------------------- | ------------------------------------- | -------------------------------------- |
| 1  | Kimi Räikkönen McLaren 1'14.070       |    |                                        | Kimi Räikkönen McLaren 1'14.070       | Michael Schumacher Ferrari 1'13.778   | Felipe Massa Ferrari 1'14.412          |
|    |                                       | 2  | Michael Schumacher Ferrari 1'14.205    | Michael Schumacher Ferrari 1'14.205   | Felipe Massa Ferrari 1'14.094         | Michael Schumacher Ferrari 1'14.904    |
| 3  | Felipe Massa Ferrari 1'14.569         |    |                                        | Felipe Massa Ferrari 1'14.569         | Jenson Button Honda 1'14.378          | Kimi Räikkönen McLaren 1'15.214        |
|    |                                       | 4  | Jenson Button Honda 1'14.862           | Jenson Button Honda 1'14.862          | Kimi Räikkönen McLaren 1'14.410       | Jarno Trulli Toyota 1'15.430           |
| 5  | Giancarlo Fisichella Renault 1'14.894 |    |                                        | Giancarlo Fisichella Renault 1'14.894 | Giancarlo Fisichella Renault 1'14.540 | Fernando Alonso Renault 1'15.518       |
|    |                                       | 6  | Rubens Barrichello Honda 1'14.934      | Rubens Barrichello Honda 1'14.934     | Rubens Barrichello Honda 1'14.652     | Pedro de la Rosa McLaren 1'15.655      |
| 7  | Fernando Alonso Renault 1'15.282      |    |                                        | Fernando Alonso Renault 1'15.282      | Ralf Schumacher Toyota 1'14.743       | Mark Webber Williams 1'15.719          |
|    |                                       | 8  | Ralf Schumacher Toyota 1'15.923        | Ralf Schumacher Toyota 1'15.923       | Fernando Alonso Renault 1'14.746      | Rubens Barrichello Honda 1'15.757      |
| 9  | Pedro de la Rosa McLaren 1'15.936     |    |                                        | Pedro de la Rosa McLaren 1'15.936     | David Coulthard Red Bull 1'14.826     | Ralf Schumacher Toyota 1'15.789        |
|    |                                       | 10 | David Coulthard Red Bull 1'16,326      | David Coulthard Red Bull 1'16,326     | Pedro de la Rosa McLaren 1'15.021     | Christian Klien Red Bull 1'15.816      |
| 11 | Mark Webber Williams 1'15.094         |    |                                        |                                       | Mark Webber Williams 1'15.094         | David Coulthard Red Bull 1'15.836      |
|    |                                       | 12 | Christian Klien Red Bull 1'15.141      |                                       | Christian Klien Red Bull 1'15.141     | Jenson Button Honda 1'15.869           |
| 13 | Jacques Villeneuve BMW 1'15.329       |    |                                        |                                       | Jarno Trulli Toyota 1'15.150          | Giancarlo Fisichella Renault 1'15.916  |
|    |                                       | 14 | Nico Rosberg Williams 1'15.380         |                                       | Jacques Villeneuve BMW 1'15.329       | Nico Rosberg Williams 1'16.183         |
| 15 | Nick Heidfeld BMW 1'15.397            |    |                                        |                                       | Nico Rosberg Williams 1'15.380        | Nick Heidfeld BMW 1'16.234             |
|    |                                       | 16 | Vitantonio Liuzzi Torro Rosso 1'16.399 |                                       | Nick Heidfeld BMW 1'15.397            | Jacques Villeneuve BMW 1'16.281        |
| 17 | Takuma Sató Super Aguri 1'17.185      |    |                                        |                                       |                                       | Vitantonio Liuzzi Torro Rosso 1'16.399 |
|    |                                       | 18 | Tiago Monteiro Midland 1'17.836        |                                       |                                       | Christijan Albers Midland 1'17.093     |
| 19 | Scott Speed Torro Rosso 0000          |    |                                        |                                       |                                       | Takuma Sató Super Aguri 1'17.185       |
|    |                                       | 20 | Jarno Trulli Toyota 1'15.150           |                                       |                                       | Tiago Monteiro Midland 1'17.836        |
| 21 | Christijan Albers Midland 1'17.093    |    |                                        |                                       |                                       | Sakon Jamamoto Super Aguri 1'20.444    |
|    |                                       | 22 | Sakon Jamamoto Super Aguri 1'20.444    |                                       |                                       | Scott Speed Torro Rosso 0000           |

### Zajímavosti
- 4. vítězství Michaela Schumachera ve Velké ceně Německa
- Michael Schumacher 5 000 kol v čele závodu.
- 100. vítězství pro Bridgestone.
- 10. pole position pro Kimi Raikkonena
- V závodě debutoval Sakon Jamamoto
- Poprvé představen nový model Super Aguri SA06

| Pole position  | Vítězství          | Nej. kolo          |
| Kimi Räikkönen | Michael Schumacher | Michael Schumacher |
| McLaren MP4/21 | Ferrari 248 F1     | Ferrari 248 F1     |
| 1'14.070       | 1:27'51.693        | 1'16.357           |
| 222.309 km/h   | 209.278 km/h       | 215.650 km/h       |
| -------------- | ------------------ | ------------------ |

### Stav MS
- Zelená - vzestup
- Červená - pokles

| *  | Jezdec               | Body |
| -- | -------------------- | ---- |
| 1  | Fernando Alonso      | 100  |
| 2  | Michael Schumacher   | 89   |
| 3  | Felipe Massa         | 50   |
| 4  | Kimi Räikkönen       | 49   |
| 5  | Giancarlo Fisichella | 49   |
| 6  | Juan Pablo Montoya   | 26   |
| 7  | Jenson Button        | 21   |
| 8  | Rubens Barrichello   | 16   |
| 9  | Nick Heidfeld        | 13   |
| 10 | Ralf Schumacher      | 13   |
| 11 | David Coulthard      | 10   |
| 12 | Jarno Trulli         | 10   |
| 13 | Jacques Villeneuve   | 7    |
| 14 | Mark Webber          | 6    |
| 15 | Nico Rosberg         | 4    |
| 16 | Pedro de la Rosa     | 2    |
| 17 | Christian Klien      | 2    |
| 18 | Vitantonio Liuzzi    | 1    |

| * | Vůz        | Body |
| - | ---------- | ---- |
| 1 | Renault    | 149  |
| 2 | Ferrari    | 139  |
| 3 | McLaren    | 77   |
| 4 | Honda      | 37   |
| 5 | Toyota     | 23   |
| 6 | BMW        | 20   |
| 7 | Red Bull   | 12   |
| 8 | Williams   | 10   |
| 9 | Toro Rosso | 1    |

| *  | Jezdec         | Body |
| -- | -------------- | ---- |
| 1  | Německo        | 119  |
| 2  | Španělsko      | 102  |
| 3  | Brazílie       | 66   |
| 4  | Itálie         | 60   |
| 5  | Finsko         | 49   |
| 6  | Velká Británie | 31   |
| 7  | Kolumbie       | 26   |
| 8  | Kanada         | 7    |
| 9  | Austrálie      | 6    |
| 10 | Rakousko       | 2    |